# Lech dl Dragon
Der Lech dl Dragon (deutsch Drachensee) ist ein nur zeitweise existenter Gletschersee in der Sellagruppe in Südtirol. Er liegt auf einer Höhe von 2680 m auf der Grödner Talseite in der Gemeinde Wolkenstein.

## Naturhistorisches
Der Lech dl Dragon ist ein Eisstausee oder Gletscherrandsee. Als solcher ist der See nicht immer vorhanden. Er entsteht im Gletscher in der Stufe des zweistöckigen Sellamassivs (Mëisules-Plateau), der unter der Schutthalde des oberen Stockwerkes aus Hauptdolomit liegt. In den 1970er Jahren verschwand der See und erschien um 2003 bis 2007 wieder. Im Jahr 2009 war der See fast wieder zur Gänze verschwunden. Der See ist durch die Gletschermilch stark türkis gefärbt.
Die Gletschermasse auf dem Meisules-Plateau hat sich stark reduziert (vgl. die Aufnahmen des Sees aus den Jahren 1950 und 2004), jedoch konnte im Jahr 2011 eine Neubildung des Sees etwa 300 m östlich beobachtet werden. Der neue See ist größer als die ältere Seeausbildung und auch die Eisflanke doppelt so mächtig wie die des Jahres 2005.
Einige hundert Meter weiter östlich wurde ein etwa 50 m breiter Krater im Geröll beobachtet. Eine Flanke des Kraters besteht aus einer etwa 8 m hohen Eiswand. Dieser Krater dürfte der Vorläufer eines neuen Sees sein.

## Legende
Der ladinische Flurname „Lech dl Dragon“ wird davon abgeleitet, dass man in Wolkenstein und auf den Almen am Grödner Joch öfters unheimliche Geräusche hörte, die angeblich vom See stammten.
Das Naturphänomen des unruhigen Gletschersees wurde im Volksglauben ätiologisch mit streitenden  und im Abendrot fliegenden Drachen erklärt.

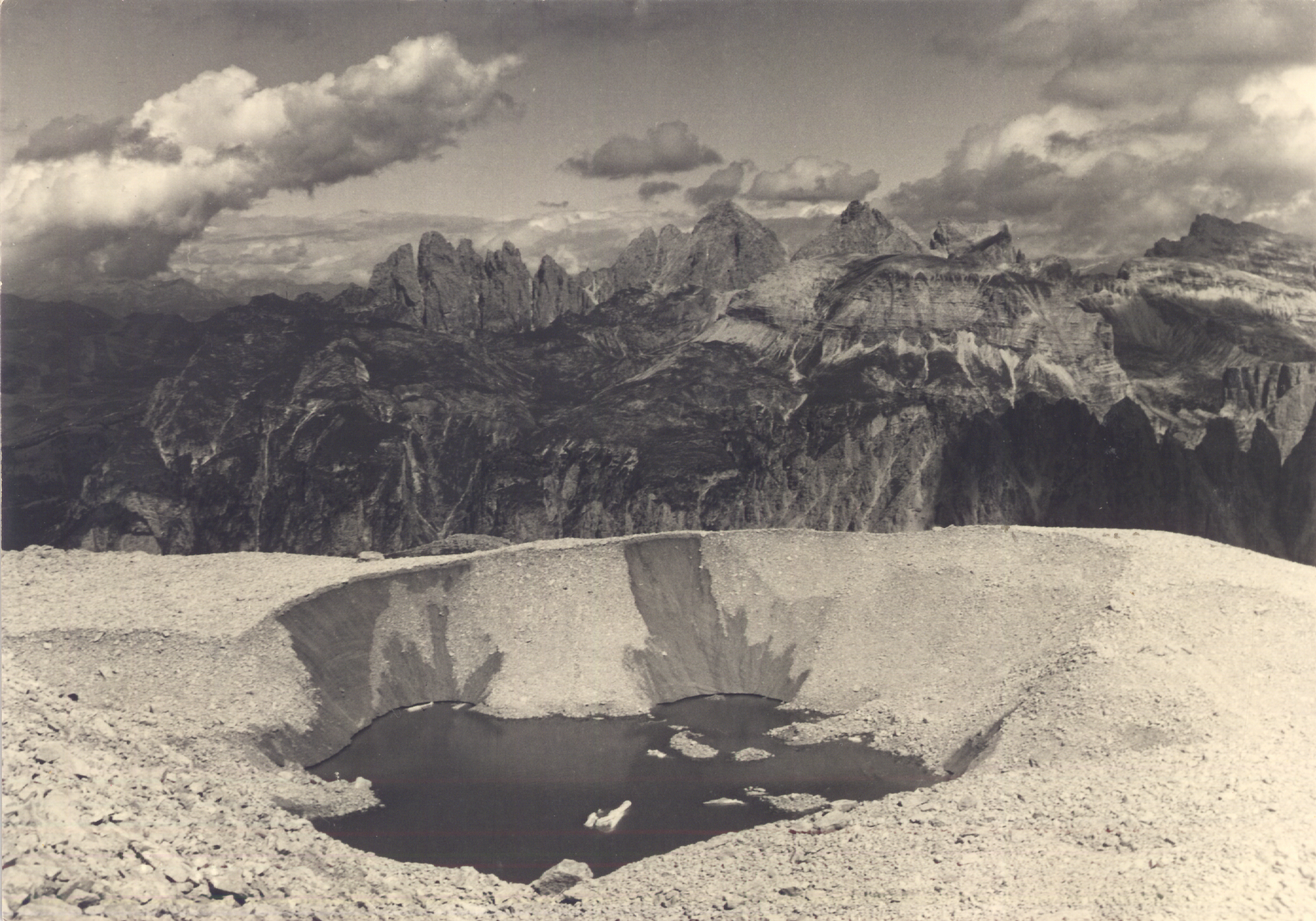
Der Lech dl Dragon am 12. August 1956 – Fotos von Alex Moroder:
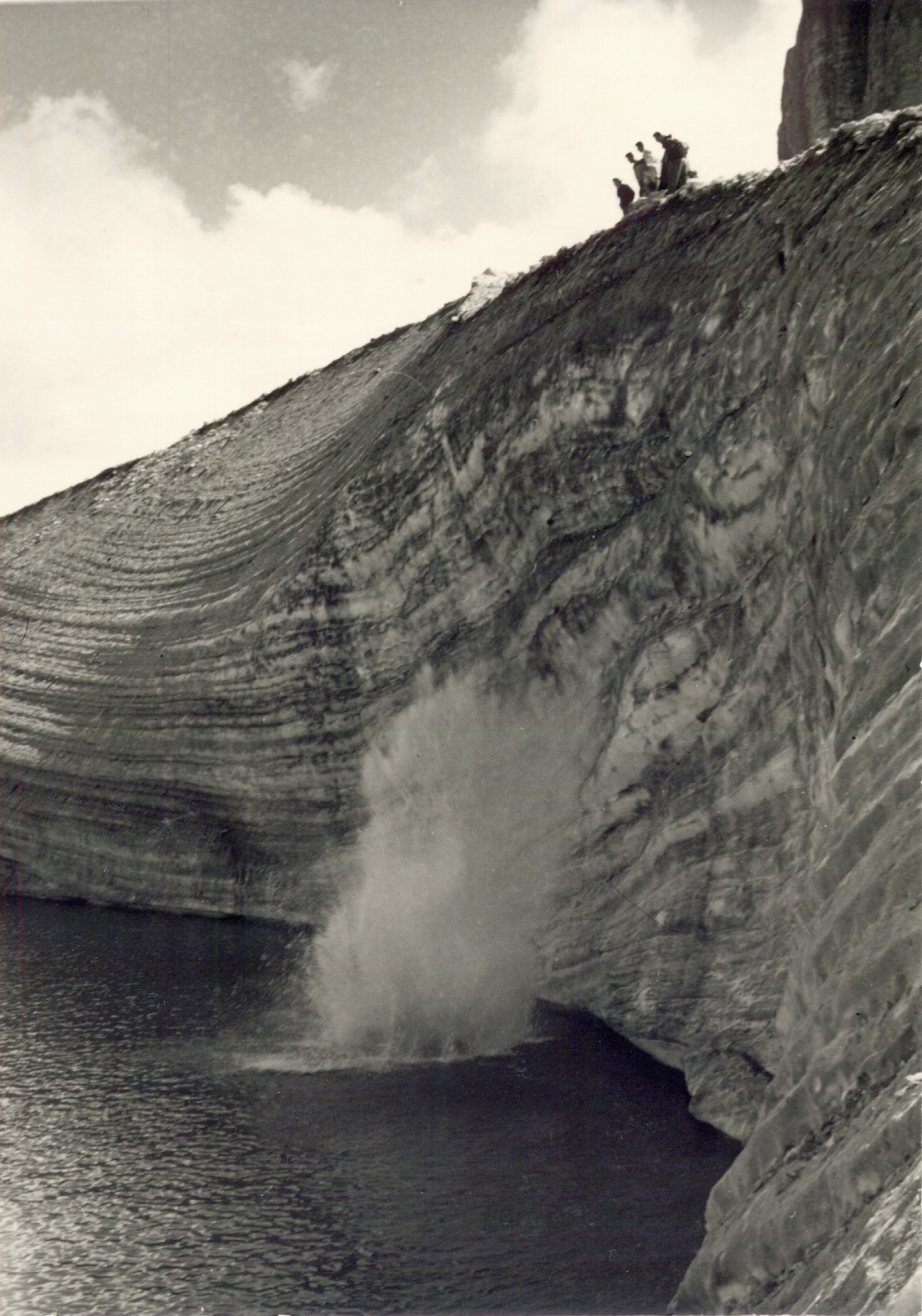
Jahr 1956
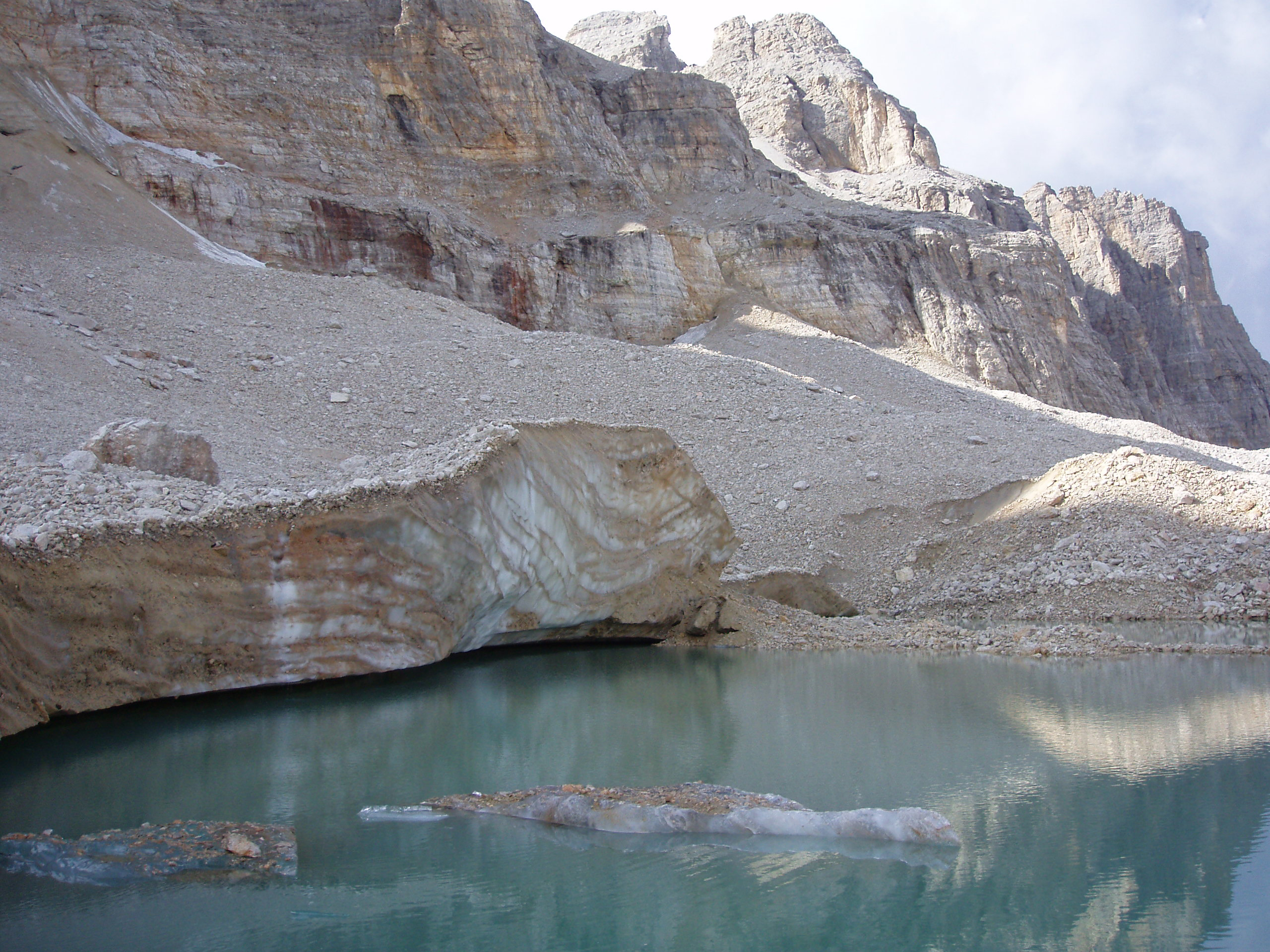
Jahr 2005
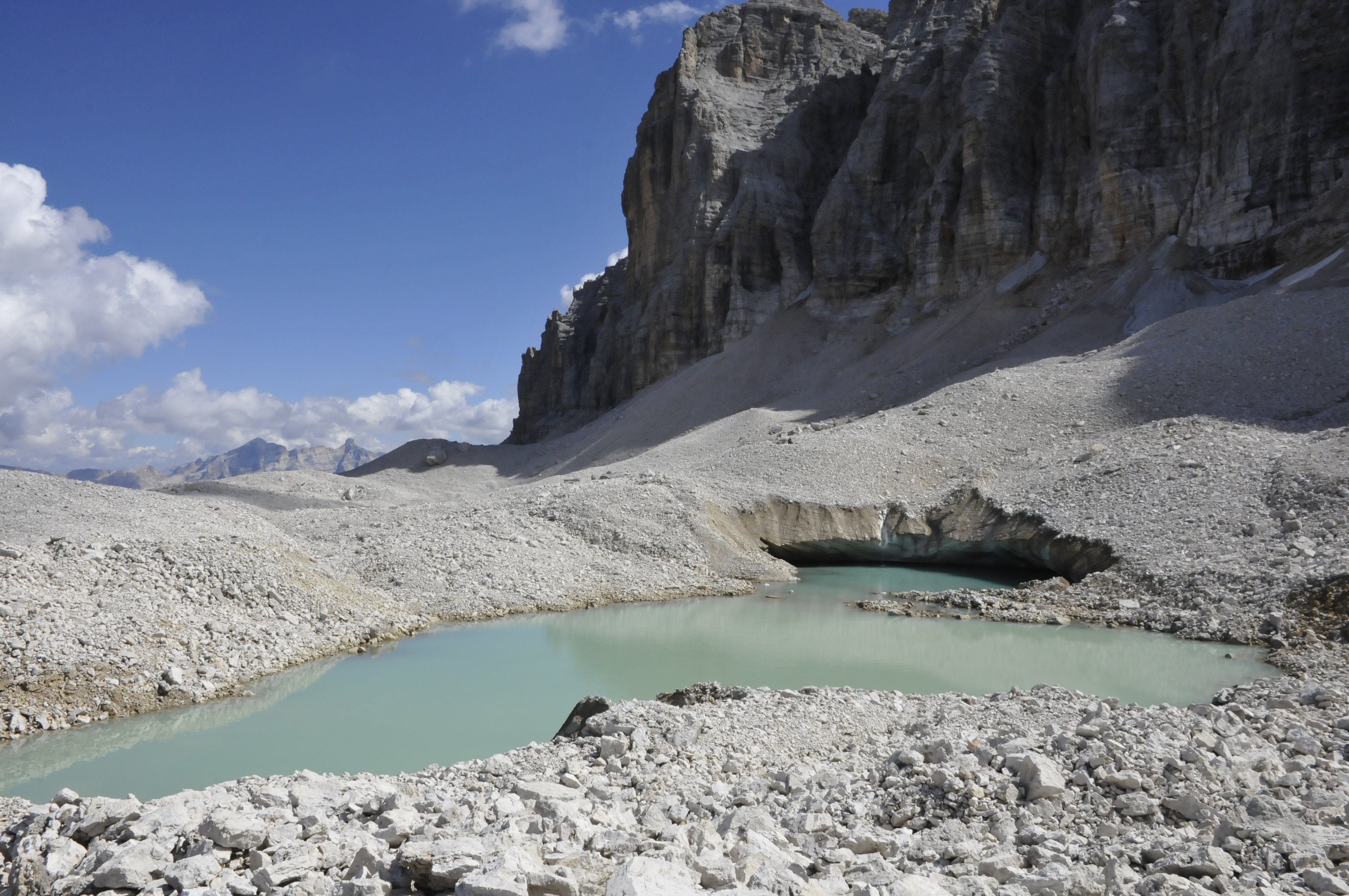
Jahr 2011
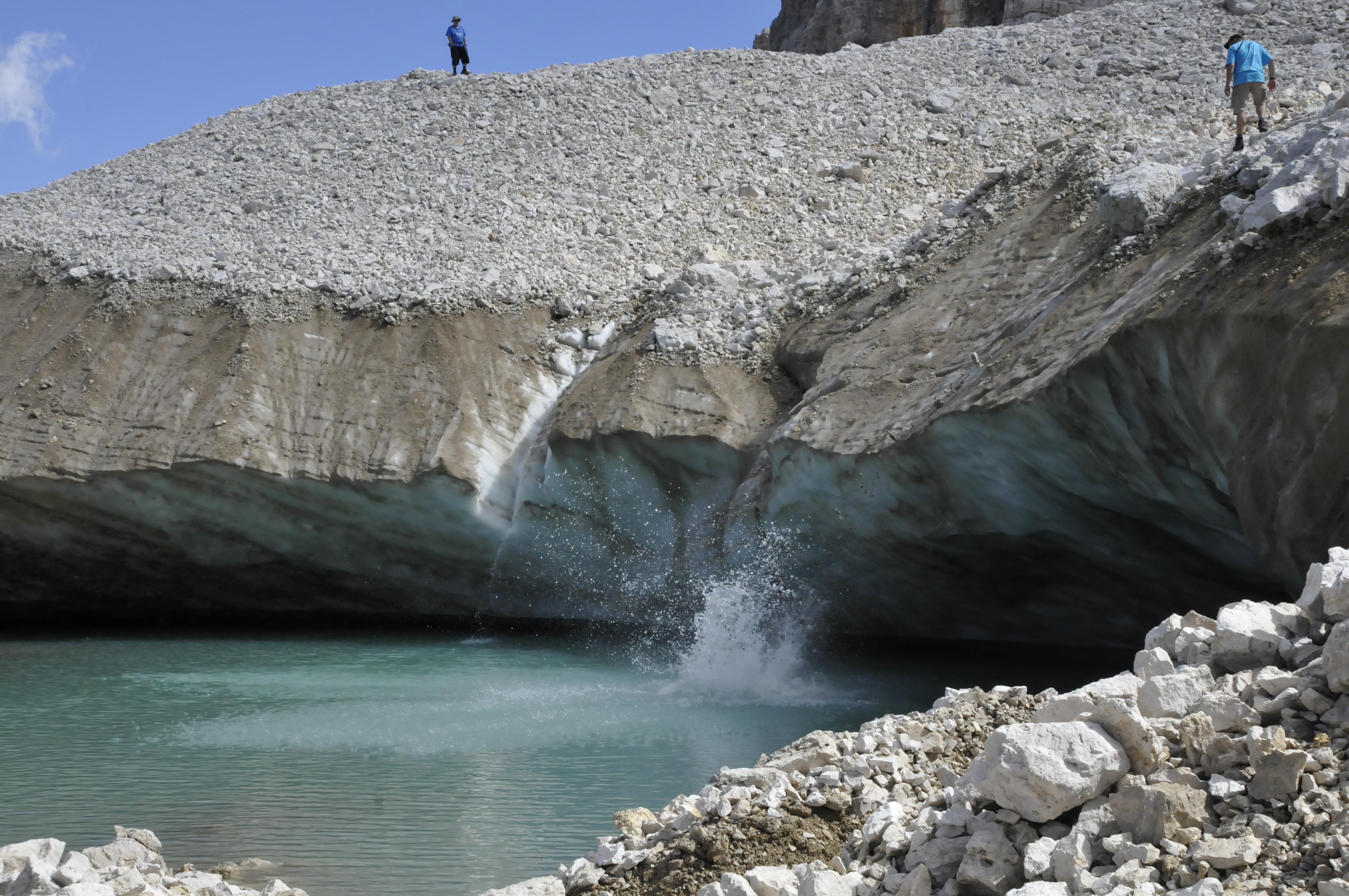
Jahr 2011
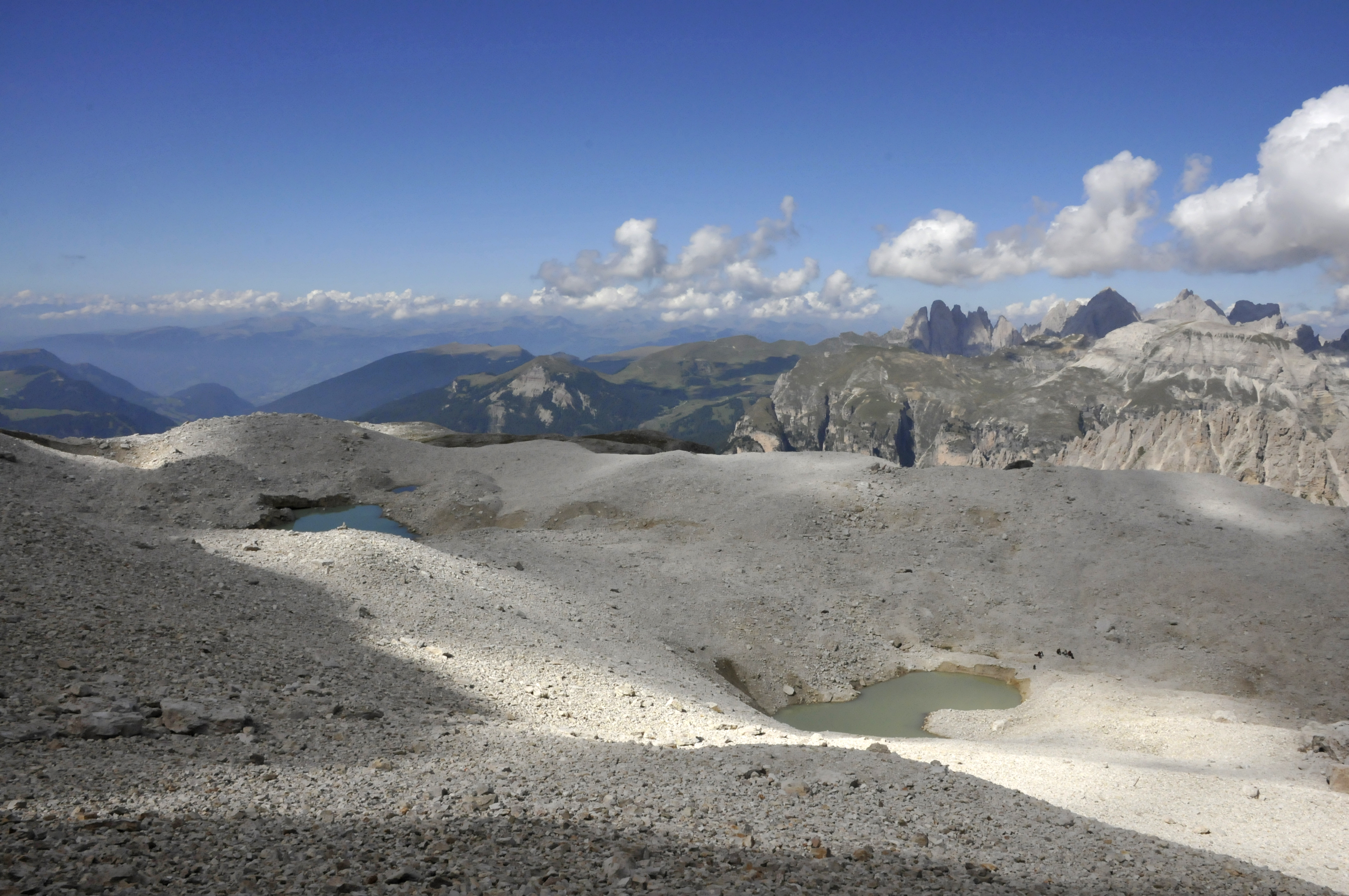
Das Mëisules-Plateau 2011
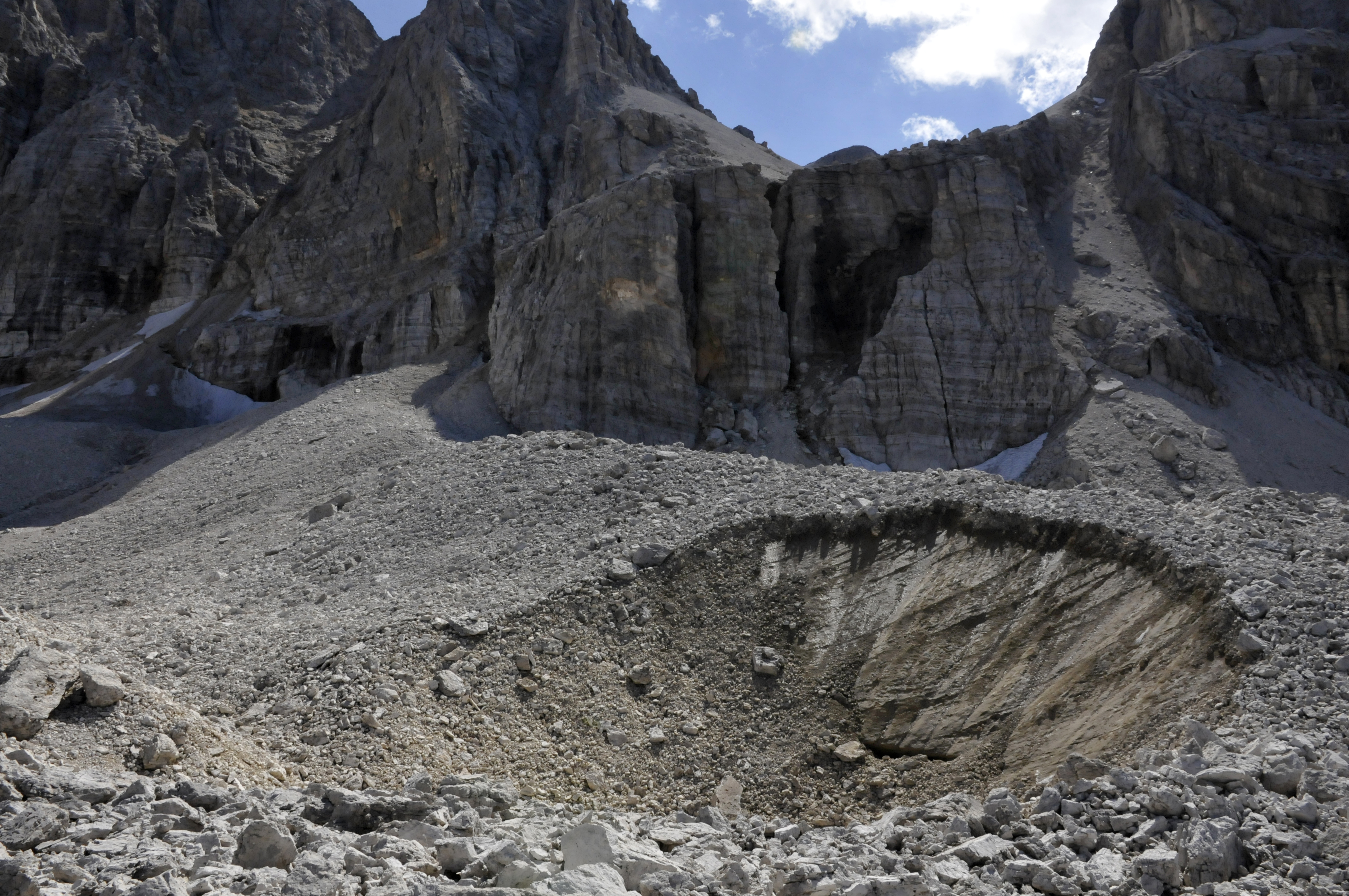
Krater östlich des Lech dl Dragon

## Bibliographie
- Giovanni Alton: Proverbi, tradizioni ed aneddoti delle valli ladine orientali, con versione italiana. Innsbruck 1881, S. 69 f.
- I lec de Mëisules. Calënder de Gherdëina 1951, S. 62, Union di Ladins de Gherdëina Urtijei 1950.
- Alex Moroder: Lech dl Dragon m. 2650 Za. Calënder de Gherdëina 2006, S. 122, Union di Ladins de Gherdëina Urtijëi 2005.
- Elisabeth Kostner: L lech dl Dragon y la tueda dl permafrost sun Mëisules. In: Calënder de Gherdëina 2013. Union di  Ladins de Gherdëina, Urtijëi 2012, S. 109 (ladinisch).
- Lukas Mussner: I dlacieres da purons y la geologia de Mëisules. In: Calënder de Gherdëina 2014. Union di  Ladins de Gherdëina, Urtijëi 2013, S. 54–59 (ladinisch).